# Balconada de l'Ajuntament (Sanaüja)
L'Ajuntament de Sanaüja és un edifici del municipi de Sanaüja a la comarca de la Segarra que forma part de l'Inventari del Patrimoni Arquitectònic de Catalunya.

## Descripció
La balconada de l'edifici de l'Ajuntament, a la part baixa de l'edifici, està feta amb paredat, amb la presència de planta baixa i dues plantes superiors i cobert a dues aigües. Està realitzada amb carreus regulars de mitjanes dimensions, sostinguda per 13 mènsules de pedra tallades que arrenquen d'una espècie de peu, el qual arrenca des del mateix carrer, sobresortint i formant un talús amb els extrems arrodonits. L'obertura que dona accés a la balconada es va fer més tard que la construcció.

## Història
Entre els projectes de l'arquitecte Elies Rogent i Amat, hi havia un «proyecto de unas Casas Consistoriales para el pueblo de Sanaüja». Tot i així, no podem saber del cert si l'actual edifici pertany a aquest projecte.